# Base Casey

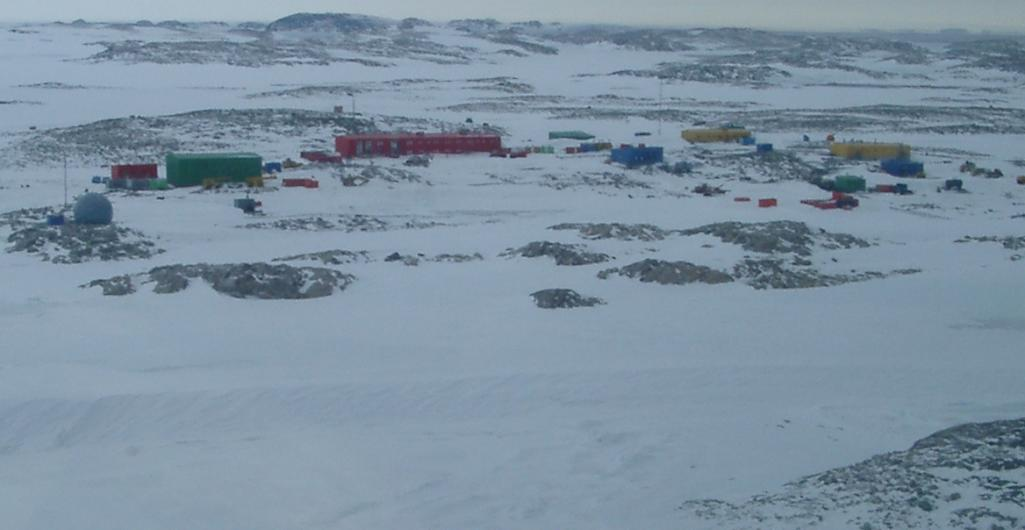
Base Casey desde el aire.

Casey es una base permanente de Australia ubicada en la costa Budd de la Tierra de Wilkes en la Antártida. Se encuentra en el lado norte de la península Bailey sobre la bahía Vincennes. Es administrada por la División Antártica Australiana. La base recibió su nombre en homenaje al gobernador general de Australia Richard Casey.

## Historia
Casey está cerca de la abandonada Base Wilkes, establecida por Estados Unidos durante el Año Geofísico Internacional en 1957–1958. Estados Unidos cedió a Australia la Base Wilkes en 1958, pero el edificio era ya no utilizable debido al hielo en su entorno. Australia construyó la primera Base Casey, originalmente conocida como Repstat (refiriendo a replacement station,) en el lado opuesto sur de la bahía Newcomb en 1964, completándose la construcción en febrero de 1969. Este conjunto de edificios fue un intento único de prevenir el problema de la acumulación de hielo elevando los edificios sobre pilotes, y para encarar a los vientos a soplar también por debajo, conectando toda la línea de edificios con un túnel de hierro corrugado. This would, it was hoped, clear the buildup of snow each year, while allowing personnel to move between buildings without having to brave the elements. Este sistema funcionó por algún tiempo hasta que la corrosión ocurrió.
La actual Base Casey (la Red Shed) fue construida en 1988 como parte de un programa gubernamental de reconstrucción. Fue prefabricada en Hobart, Tasmania, por Contas Pty Ltd, y erigida como prueba en el muelle de Hobart, luego desmantelada y enviada ala Antártida. La estructura incorpora características de diseño innovadoras para evitar la transferencia de calor. La Red Shed se ubica de manera visible cerca de la cima de la colina en la que se encontraban los antiguos mástiles de radio. Probablemente es la estructura simple más grande en la Antártida y fue ocupada por primera vez en 1988, mientras que la primera base fue abandonada y luego desmantelada. La base tiene otros dos cobertizos, el cobertizo verde para almacenar alimentos y el cobertizo amarillo para elaborar cerveza, que es servida en el bar de la base denominado Splinters.

## Infraestructura aérea de Casey
Casey es importante como un centro de transporte para el programa antártico australiano, desde la introducción de vuelos intercontinentales para científicos y personal operativo desde Hobart a la pista de hielo de Wilkins (Wilkins Runway), ubicada a 65 km hacia el interior desde la Base Casey. El aterrizaje inaugural de la aeronave Airbus A319 de la División Antártica Australiana tuvo lugar la noche del 9 de diciembre de 2007.
La pequeña pista aérea para aviones con esquíes Casey Station Skiway está localizada a 8 km al este de la base, y fue inaugurada el 30 de diciembre de 2004. 

## Camino
La Base Casey está conectada con la vieja base por un camino de 1,5 km de longitud. La ruta es excavada por un bulldozer al final de cada invierno, siendo un medio para proporcionar suministros desde el muelle hasta la nueva estación, dejando paredes de hielo de 8 m de alto en algunos lugares.